# Єрохін Володимир Микитович
Володи́мир Мики́тович Єро́хін (*10 квітня 1930, м. Москва — †6 жовтня 1996, м. Київ) — колишній радянський футболіст, захисник. Учасник чемпіонату Світу (1958). Майстер спорту (1959).

## Біографія
Володимир Єрохін народився у Москві. За час строкової служби у Збройних Силах СРСР встиг пограти в декількох командах, останньою з яких було мукачівське «Динамо», з якого він і перейшов до іншого динамівського клубу — з Києва. Перші сезони виступав переважно за дубль, лише у 1955 році отримав більш-менш стабільну ігрову практику. Постійно прогресуючи, Єрохін з кожним сезоном крок за кроком відвойовув звання основного гравця і врешті-решт у 1958 році його, на той час вже основного захисника київського «Динамо», запросили до складу збірної Радянського Союзу на Чемпіонат Світу, що проходив у Швеції. На полі Володимир так і не з'явився, проте, безумовно, навіть поява в заявці була великим успіхом для 28-річного захисника. Той чемпіонат був багатий на зіркові імена: Жюст Фонтен, Пеле, Гаррінча, Лев Яшин та інші залишили свій слід на полях Скандинавії.

У 1959 році він був удостоєний почесного звання «Майстер спорту» і у цьому ж році забив єдиний м'яч у «Динамо» за усю кар'єру (не рахуючи гола у власні ворота наступного сезону) .

Проте вінцем виступів Єрохіна у київському клубі став 1961 рік, коли динамівці вперше в історії завоювали золоті медалі чемпіонату СРСР. Після цієї визначної події захисник-ветеран залишив клуб та перейшов у тернопільський «Авангард», що на той час виступав у другій лізі. Відігравши за «Авангард» три сезони, Володимир Єрохін вирішив повісити бутси на цвях.

З 1991 року і аж до самої смерті працював адміністратором команди ветеранів київського «Динамо». 6 жовтня 1996 року Володимира Микитовича не стало.

## Досягнення
- Чемпіон СРСР (1961)
- Володар кубка СРСР 1954
- Срібний призер чемпіонату СРСР (1960)
- Бронзовий призер Спартакіади 1956

## Книга Олега Макарова
1963 року світ побачила книга легендарного голкіпера «Динамо» Олега Макарова «Воротар» , у якій він неодноразово згадував і Володимира Єрохіна. Цитати наведені мовою оригіналу.
|  | Основной состав отправился на кубковый матч с калинийцами, а я вместе с дублёрами вернулся в Киев. Чтобы мы не “застоялись”, нам дали сыграть два матча – с местными армейцами и футболистами Мукачева. Во второй встрече я познакомился с Володей Ерохиным, которым впоследствии стал “железным солдатом” нашей обороны |

|  | «Динамо» пополнилось несколькими хорошими футболистами. Среди них были Виктор Фомин, и его тёзка Бельков, пришли к нам Слава Ларионов , Александр Кольцов, Владимир Ерохин, только что отслуживший «срочную» |

|  | Словом, вечер прошёл замечательно. И столь же приятной была обратная дорога, потому что вокальный дуэт Лемешко – Ерохин почти до самого Киева исполнял все популярные песни советских композиторов, включая и те, которые рассчитаны на женские голоса. И кто бы мог подумать, что в груди нашего “железного солдата” Ерохина бьётся такое нежное, мягкое сердце! |

|  | Во время попытки отбить высокий мяч, летящий к нашим воротам, в воздухе сталкиваются Эрни Юст и Володя Ерохин, обосновавшийся на правом краю защиты «Динамо». Удар Ерохина пришёлся по голове Юста. Эрни (так мы сокращённо называли Эрнеста) получил травму и должен был покинуть поле. А в таком матче уход опытного полузащитника – серьёзная потеря. В игре нашей защиты теперь всё чаще заметны ошибки – результат нервничанья. Вот Ерохин торопится отдать мне мяч, не видя, что позади него уже появился Симонян. Маленькая неточность Володи и мяч перехвачен Никитой. Защитники успевают лишь сбить его. Пенальти |

|  | Мечтой Соловьева, по всей вероятности, было сколотить молодёжный состав, у которого была бы длительная перспектива на будущее, “Старички” не очень-то радовали его своим присутствием. Поэтому он даже мне и Ерохину дал понять, что мы своё отыграли, и что настало время уступить молодым футболистам. Что ж, может быть, он и прав. Но нам это показалось не справедливым, потому что мы оба чувствовали себя вполне хорошо, и сил оставалось достаточно, чтоб не рвать так сразу свои связи с активным футболом. Мы много работали над собой |